# Ален Рей
Ален Рей, також Ален Ре (фр.: [a.lɛ̃ ʁɛ]; 30 серпня 1928 — 28 жовтня 2020) — французький мовознавець, лексикограф і радіоведучий. Він був головним редактором видавництва французьких словників Dictionnaires Le Robert. Його дружина, Жозетт Рей-Дебов, також була його колегою.

## Біографія
Рей народився в Пон-дю-Шато (Пюї-де-Дом) 30 серпня 1928 року. Після вивчення політології, гуманітарних наук та історії мистецтва в Сорбонні Рей служив у 4-му полку туніських військ. Перебуваючи в Алжирі в 1952 році, він відповів на оголошення Поля Робера, який упорядковував новий французький словник і шукав лінгвістів. Рей став першим співробітником Робера над Dictionnaire alphabétique et analogique. Мережа лексикографів Робера розширювалася. З часом Рей одружився зі своєю колегою Жозетт Дебов у 1954 році. У 1964 році був опублікований перший словник Le Robert, а в 1967 році — скорочений словник Le Petit Robert.
Далі Рей керував публікацією багатьох інших словників під торговою маркою Le Robert: Petit Robert (1967); кишеньковий словник Micro Robert ; Petit Robert des noms propres (1974), словник власних імен; Dictionnaire des expressions et locutions (1979), словник фраз і виразів; Великий Робер французької мови, дев'ятитомна праця (1985); оновлена версія Nouveau Petit Robert de la langue française (1993) та Dictionnaire historique de la langue française (1992). 20 жовтня 2016 року опубліковано нове розширене видання Dictionnaire historique у двох томах.
У 2005 році він опублікував Dictionnaire culturel en langue française.
Крім роботи над словниками, Рей мав статус статусом французької медійної знаменитості. У період з 1993 по 2006 рік він щодня з'являвся в ранковому радіошоу France Inter Sept neuf trente у трихвилинному заключному сегменті під назвою Le mot de la fin («Останнє слово»), у якому він у розважальній формі аналізував окремі слова французької лексики. Рей часто прикрашав ці сегменти політичними коментарями лібертаріанського характеру. Його остання передача з France Inter, яка транслювалася 29 червня 2006 року, розглядала слово salut («до побачення»).
Між 2004 і 2005 роками Рей також з'являвся після 8-годинних вечірніх новин на каналі France 2 у програмі під назвою Démo des Mots, в якому він пояснював історію французького фінансового жаргону.
У 2005 році міністр культури та комунікацій Франції присвоїв йому звання командора французького Ордена мистецтв і літератури (Ordre des Arts et des Lettres).
Рей також підписав Appel à la vigilance contre le néocréationnisme et les intrusions spiritualistes en science («Заклик до пильності щодо креаціонізму та релігійного втручання в науку»), опублікованого у Франції в грудні 2005 року.
З вересня 2007 року Рей брав участь у недільному ранковому радіошоу Лорана Баффі на каналі Europe 1.
Рей помер у жовтні 2020 року у віці 92 років